# RPL7L1
RPL7L1 (англ. Ribosomal protein L7 like 1) – білок, який кодується однойменним геном, розташованим у людей на 6-й хромосомі. Довжина поліпептидного ланцюга білка становить 246 амінокислот, а молекулярна маса — 28 661.
| 10         |  | 20         |  | 30         |  | 40         |  | 50         |
| ---------- |  | ---------- |  | ---------- |  | ---------- |  | ---------- |
| MAEQEQRKIP |  | LVPENLLKKR |  | KAYQALKATQ |  | AKQALLAKKE |  | QKKGKGLRFK |
| RLESFLHDSW |  | RQKRDKVRLR |  | RLEVKPHALE |  | LPDKHSLAFV |  | VRIERIDGVS |
| LLVQRTIARL |  | RLKKIFSGVF |  | VKVTPQNLKM |  | LRIVEPYVTW |  | GFPNLKSVRE |
| LILKRGQAKV |  | KNKTIPLTDN |  | TVIEEHLGKF |  | GVICLEDLIH |  | EIAFPGKHFQ |
| EISWFLCPFH |  | LSVARHATKN |  | RVGFLKEMGT |  | PGYRGERINQ |  | LIRQLN     |

A: Аланін

C: Цистеїн

D: Аспарагінова кислота

E: Глутамінова кислота

F: Фенілаланін

G: Гліцин

H: Гістидин

I: Ізолейцин

K: Лізин

L: Лейцин

M: Метіонін

N: Аспарагін

P: Пролін

Q: Глутамін

R: Аргінін

S: Серин

T: Треонін

V: Валін

W: Триптофан

Кодований геном білок за функціями належить до рибонуклеопротеїнів, рибосомних білків, фосфопротеїнів. 
Задіяний у такому біологічному процесі, як альтернативний сплайсинг. 